# Klavdiá
Klavdiá (grec moderne : Κλαυδιά) est un village chypriote situé dans le district de Paphos et comptant plus de 427 habitants.